# Wikiverza
Wikiverza (angleško Wikiversity) je prosta spletna univerza in ena izmed projektov Fundacije Wikimedia. Zasnovana je večjezično in je trenutno prevedena v štirinajst jezikov. Uradno se je projekt v angleščini, s polstabilno verzijo, začel 15. avgusta 2006, slovenska različica pa je nastala 27. marca 2012.
Za razliko od njenega sestrskega projekta Wikipedije je namenjena predvsem izobraževanju, saj ponuja izobraževalno gradivo in vaje, na njej pa poteka tudi koordinacija različnih projektov.